# Politikåret 1871

## Händelser
- 18 januari - Kejsardömet Tyskland utropas, och Elsass-Lothringen annekteras från Frankrike.[1]
- 21 mars - Otto von Bismarck tillträder som Tysklands rikskansler.[1]
- 14 oktober - Tillförordnade Hans Henrik von Essen efterträder avlidne Carl Wachtmeister som Sveriges utrikesstatsminister.[2]
- 10 november - Baltzar von Platen tillträder som Sveriges utrikesstatsminister.[2]

### Fotnoter
1. 1 2  ”Germany” (på engelska). World Statesmen. http://www.worldstatesmen.org/Germany.html. Läst 29 juli 2015.
2. 1 2  ”Sweden” (på engelska). World Statesmen. http://www.worldstatesmen.org/Sweden.html. Läst 29 juli 2015.